# Дипломатически мисии на Исландия
Това е списък на посолствата и консулствата на Исландия по целия свят.

## Европа
- Австрия
  - Виена (посолство)
- Белгия
  - Брюксел (посолство)
- Великобритания
  - Лондон (посолство)
- Германия
  - Берлин (посолство)
- Дания
  - Копенхаген (посолство)
  - Торсхавн (генерално консулство)
- Италия
  - Рим (посолство)
- Норвегия
  - Осло (посолство)
- Русия
  - Москва (посолство)
- Финландия
  - Хелзинки (посолство)
- Франция
  - Париж (посолство)
- Швеция
  - Стокхолм (посолство)

## Северна Америка
- Канада
  - Отава (посолство)
  - Уинипег (генерално консулство)
- Никарагуа
  - Манагуа (посолство)
- САЩ
  - Вашингтон (посолство)
  - Ню Йорк (генерално консулство)

## Африка
- Малави
  - Лилонгве (посолство)
- Мозамбик
  - Мапуто (посолство)
- Намибия
  - Виндхук (посолство)
- Уганда
  - Кампала (посолство)
- ЮАР
  - Претория (посолство)

## Азия
- Индия
  - Ню Делхи (посолство)
- Китай
  - Пекин (посолство)
- Шри Ланка
  - Коломбо (посолство)
- Япония
  - Токио (посолство)

## Междудържавни организации
- - Брюксел – ЕС
  - Брюксел – НАТО
  - Виена – ООН
  - Виена – ОССЕ
  - Женева – ООН
  - Ню Йорк – ООН
  - Париж – ЮНЕСКО
  - Рим – ФАО
  - Страсбург – Съвет на Европа